# یواس‌سی‌جی‌سی اسکانابا (دبلیواچ‌ئی‌سی-۶۴)
یواس‌سی‌جی‌سی اسکانابا (دبلیواچ‌ئی‌سی-۶۴) (به انگلیسی: USCGC Escanaba (WHEC-64)) یک کشتی بود که طول آن ۲۵۴ فوت (۷۷ متر) بود.